# Rita Falk

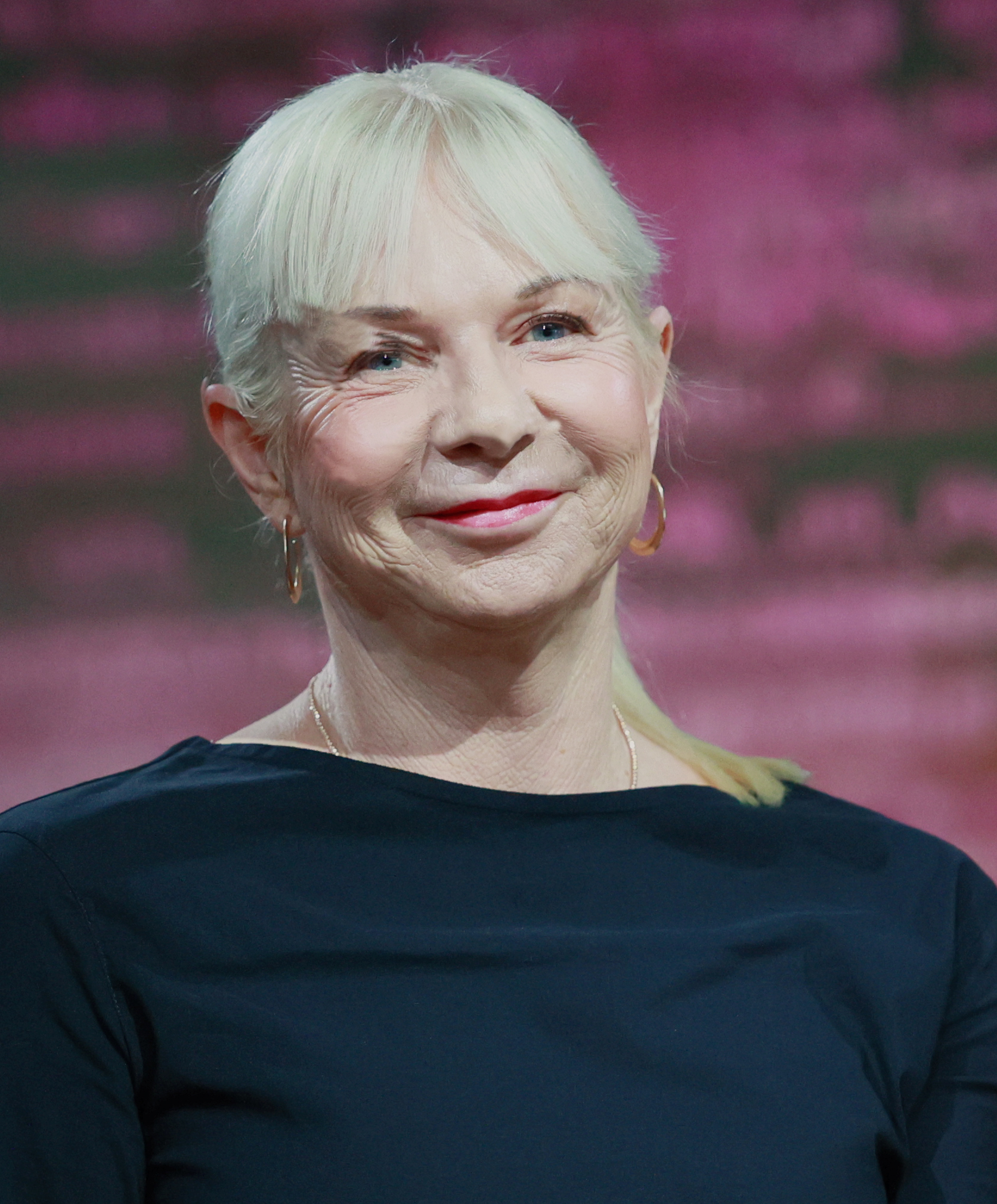
Rita Falk auf der Frankfurter Buchmesse 2023

Rita Falk (* 30. Mai 1964 in Oberammergau) ist eine deutsche Autorin.

## Leben und Werk
Rita Falk lebte bis zu ihrem achten Lebensjahr in ihrem Geburtsort und zog dann mit ihren Eltern zunächst für ein Jahr nach München, danach nach Landshut, wo sie für einige Zeit das humanistische Gymnasium besuchte. Die Autorin lebte mit ihrem zweiten Mann, dem früheren Polizisten Robert Falk, in München. Robert Falk verstarb am 2. Juli 2020 im Alter von 60 Jahren. Sie hat drei erwachsene Kinder. Bis zu ihrem Durchbruch als Bestsellerautorin war sie als Bürokauffrau tätig.
Falk ist mittlerweile wieder liiert, ihr neuer Partner ist ein Unternehmer aus dem Allgäu, mit dem sie bereits lange befreundet gewesen sei.
Falk wurde durch ihre in dem fiktiven Ort Niederkaltenkirchen spielenden „Provinzkrimis“ um den Dorfpolizisten Franz Eberhofer bekannt. In ihren Augen kommt der Drehort der Verfilmungen, die Marktgemeinde Frontenhausen, dem fiktiven Ort am nächsten. Neben den Kriminalfällen stehen aber auch Franz’ Privatleben und seine Beziehungen im Mittelpunkt der Reihe. Hierzu gehören seine Großmutter (Oma Eberhofer), sein Vater, seine Freundin Susi, sein Bruder Leopold und sein bester Freund Rudi Birkenberger.
Nach drei von der Erzählweise her stark von bayrischem Dialekt geprägten Provinzkrimi-Bänden legte sie 2012 mit Hannes ihren ersten Familienroman vor. Seitdem erschienen weitere Bücher in beiden Genres.
Ihr Debütroman Winterkartoffelknödel (2010), der erste Band der Eberhofer-Reihe, rückte – wie auch Band zwei, Dampfnudelblues (2011), und Band drei, Schweinskopf al dente (2011) – bis auf Platz sechs der Spiegel-Bestsellerliste (Hardcover-Belletristik) vor. Mit dem fünften Band der Reihe, Sauerkrautkoma (2013), gelang Rita Falk erstmals der Sprung auf Platz eins. Auch die weiteren Bände der Reihe eroberten Platz eins der Spiegel-Bestsellerliste (Paperback-Belletristik).

## Bücher

### Die Franz-Eberhofer-Serie (Provinzkrimis)

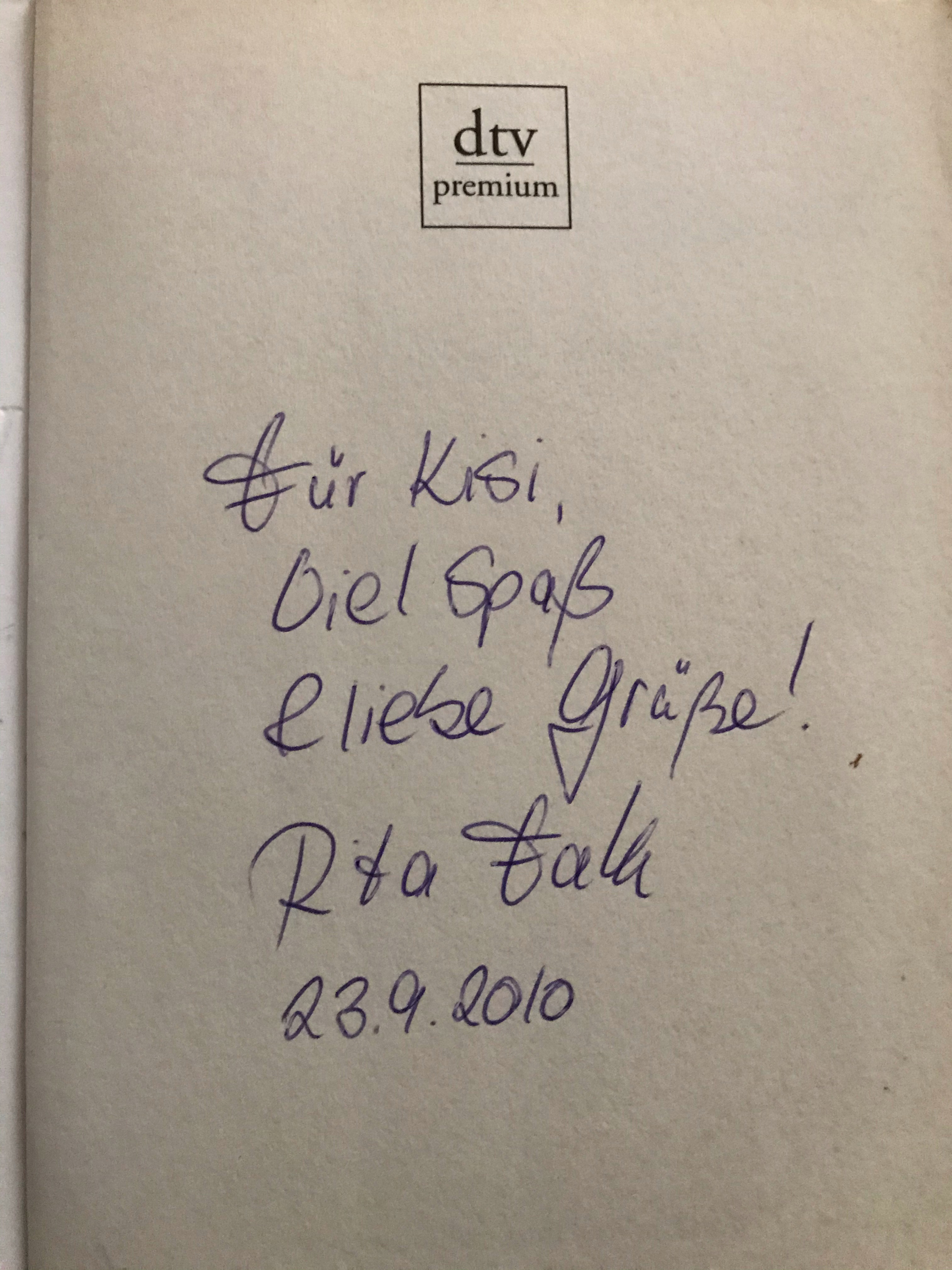
Widmung und Unterschrift im Erstlingswerk Winterkartoffelknödel

1. Winterkartoffelknödel. Roman. Deutscher Taschenbuch Verlag, dtv premium, 2010, ISBN 978-3-423-24810-5.
2. Dampfnudelblues. Roman. dtv premium, 2011, ISBN 978-3-423-24850-1.
3. Schweinskopf al dente. Roman. dtv premium, 2011, ISBN 978-3-423-24892-1.
4. Grießnockerlaffäre. Roman. dtv premium, 2012, ISBN 978-3-423-24942-3.
5. Sauerkrautkoma. Roman. dtv premium, 2013, ISBN 978-3-423-24987-4.
6. Zwetschgendatschikomplott. Roman, dtv premium, München 2015, ISBN 978-3-423-26044-2.
7. Leberkäsjunkie. Roman. dtv premium, München 2016, ISBN 978-3-423-26085-5.
8. Weißwurstconnection. Roman. dtv premium, München 2016, ISBN 978-3-423-26127-2.
9. Kaiserschmarrndrama. Roman. dtv premium, München 2018, ISBN 978-3-423-26192-0.
10. Guglhupfgeschwader. Roman. dtv premium, München 2019, ISBN 978-3-423-26231-6.
11. Rehragout-Rendezvous. Roman. dtv premium, München 2021, ISBN 978-3-423-26273-6.
12. Steckerlfischfiasko. Roman. dtv premium, München 2023, ISBN 978-3-423-26377-1.

### Außerhalb der Reihe erschienen
- Knödel-Blues. Oma Eberhofers bayerisches Provinz-Kochbuch. Christian Verlag, München 2014, ISBN 978-3-86244-127-3. (Kochbuch)
- Arnika und Bohnerwachs. Oma Eberhofers bewährtes Wissen für Haushalt und Küche. Christian Verlag, München 2013, ISBN 978-3-86244-249-2. (Ratgeber)
- Eberhofer, zefix! Geschichten vom Franzl. dtv, München 2018, ISBN 978-3-423-28991-7. (Erzählungen)

### Familienromane
- Hannes. Roman. dtv premium, 2012, ISBN 978-3-423-28001-3.
- Funkenflieger. Roman. dtv premium, 2014, ISBN 978-3-423-26019-0.

## Hörbücher

### Die Franz-Eberhofer-Serie
- 2010: Winterkartoffelknödel. Gelesen von Christian Tramitz, Der Audio Verlag (DAV), Berlin, gekürzte Lesung, als Hörbuchdownload oder 4 CDs (303 Min.), ISBN 978-3-89813-991-5.
- 2011: Dampfnudelblues. Gelesen von Christian Tramitz, Der Audio Verlag (DAV), Berlin, gekürzte Lesung, als Hörbuchdownload oder 4 CDs (319 Min.), ISBN 978-3-86231-045-6.
- 2011: Schweinskopf al dente. Gelesen von Christian Tramitz, Der Audio Verlag (DAV), Berlin, gekürzte Lesung, als Hörbuchdownload oder 4 CDs (320 Min.), ISBN 978-3-86231-104-0.
- 2012: Grießnockerlaffäre. Gelesen von Christian Tramitz, Der Audio Verlag (DAV), Berlin, ungekürzte Lesung, als Hörbuchdownload oder 5 CDs (397 Min.), ISBN 978-3-86231-204-7.
- 2013: Die große Franz-Eberhofer-Box. Gelesen von Christian Tramitz, Der Audio Verlag (DAV), Berlin, gekürzte Lesung, 12 CDs (926 Min.), ISBN 978-3-86231-262-7.
- 2013: Sauerkrautkoma. Gelesen von Christian Tramitz, Der Audio Verlag (DAV), Berlin, ungekürzte Lesung, als Hörbuchdownload oder 6 CDs (422 Min.), ISBN 978-3-86231-307-5.
- 2014: Winterkartoffelknödel. Gelesen von Christian Tramitz, Der Audio Verlag (DAV), Berlin, gekürzte Fassung, 1 mp3 CD (353 Min.), ISBN 978-3-86231-360-0.
- 2014: Dampfnudelblues. Gelesen von Christian Tramitz, Der Audio Verlag (DAV), Berlin, gekürzte Lesung, 1 mp3 CD (319 Min.), ISBN 978-3-86231-429-4.
- 2014: Winterkartoffelknödel (Filmhörspiel). Mit Sebastian Bezzel, Lisa Maria Potthoff, Simon Schwarz, u.v.a, Der Audio Verlag (DAV), Berlin, Hörspiel, als Hörbuchdownload oder 1 CD (78 Min.), ISBN 978-3-86231-467-6.
- 2015: Zwetschgendatschikomplott. Gelesen von Christian Tramitz, Der Audio Verlag (DAV), Berlin, ungekürzte Lesung, als Hörbuchdownload oder 6 CDs (480 Min.), ISBN 978-3-86231-417-1.
- 2015: Schweinskopf al dente. Gelesen von Christian Tramitz, Der Audio Verlag (DAV), Berlin, gekürzte Lesung, 1 mp3 CD (304 Min.), ISBN 978-3-86231-481-2.
- 2015: Grießnockerlaffäre. Gelesen von Christian Tramitz, Der Audio Verlag (DAV), Berlin, ungekürzte Lesung, 1 mp3 CD (397 Min.), ISBN 978-3-86231-584-0.
- 2016: Leberkäsjunkie. Gelesen von Christian Tramitz, Der Audio Verlag (DAV), Berlin, ungekürzte Lesung, als Hörbuchdownload oder 7 CDs (554 Min.), ISBN 978-3-86231-541-3.
- 2016: Schweinskopf al dente (Filmhörspiel). Mit Sebastian Bezzel, Simon Schwarz, u. v. a., Der Audio Verlag (DAV), Berlin, Hörspiel, als Hörbuchdownload oder 1 CD (80 Min.), ISBN 978-3-86231-816-2.
- 2016: Weißwurstconnection. Gelesen von Christian Tramitz, Der Audio Verlag (DAV), Berlin, ungekürzte Lesung, als Hörbuchdownload oder 7 CDs (553 Min.), ISBN 978-3-86231-821-6.
- 2017: Grießnockerlaffäre (Filmhörspiel). Mit Sebastian Bezzel, Lisa Maria Potthoff, Simon Schwarz, Der Audio Verlag (DAV), Berlin, Hörspiel, als Hörbuchdownload oder 1 CD (87 Min.), ISBN 978-3-7424-0244-8.
- 2018: Kaiserschmarrndrama. Gelesen von Christian Tramitz, Der Audio Verlag (DAV), Berlin, ungekürzte Lesung, als Hörbuchdownload oder 6 CDs (474 Min.), ISBN 978-3-7424-0452-7.
- 2018: Die große Franz-Eberhofer-Box 2. Gelesen von Christian Tramitz, Der Audio Verlag (DAV), Berlin, ungekürzte Lesung, 17 CDs (1286 Min.), ISBN 978-3-7424-0381-0.
- 2018: Eberhofer, zefix! Gelesen von Christian Tramitz, Der Audio Verlag (DAV), Berlin, ungekürzte Lesung, 1 CD (70 Min.), ISBN 978-3-7424-0757-3.
- 2019: Guglhupfgeschwader. Gelesen von Christian Tramitz, Der Audio Verlag (DAV), Berlin, ungekürzte Lesung, 6 CDs (489 Min.), ISBN 978-3-7424-1120-4.
- 2019: Leberkäsjunkie (Filmhörspiel). Mit Sebastian Bezzel, Lisa Maria Potthoff, Simon Schwarz, Der Audio Verlag (DAV), Berlin, Hörspiel, als Hörbuchdownload oder 2 CDs (94 Min.), ISBN 978-3-7424-1158-7.
- 2020: Die große Franz-Eberhofer-Box 3. Gelesen von Christian Tramitz, Der Audio Verlag (DAV), Berlin, ungekürzte Lesung, 2 mp3-CDs (1524 Min.), ISBN 978-3-7424-1832-6.
- 2021: Kaiserschmarrndrama (Filmhörspiel). Mit Sebastian Bezzel, Lisa Maria Potthoff, Simon Schwarz, Der Audio Verlag (DAV), Berlin, Hörspiel, als Hörbuchdownload oder 2 CDs (96 Min.), ISBN 978-3-7424-1622-3.
- 2021: Rehragout-Rendezvous. Gelesen von Christian Tramitz, Der Audio Verlag (DAV), Berlin, ungekürzte Lesung, 6 CDs (483 Min.), ISBN 978-3-7424-1667-4.

### Weitere Hörbücher
- 2012: Hannes. Gelesen von Johannes Raspe, Der Audio Verlag (DAV), Berlin, 2012, Lesung, als Hörbuchdownload oder 4 CDs (270 Min.), ISBN 978-3-86231-171-2.
- 2014: Funkenflieger. Gelesen von Johannes Raspe, Der Audio Verlag (DAV), Berlin, 2014, Lesung, als Hörbuchdownload oder 6 CDs (480 Min.), ISBN 978-3-86231-380-8.

## Verfilmungen
- seit 2013: Die Franz-Eberhofer-Serie

1. Dampfnudelblues, 2013
2. Winterkartoffelknödel, 2014
3. Schweinskopf al dente, 2016
4. Grießnockerlaffäre, 2017
5. Sauerkrautkoma, 2018
6. Leberkäsjunkie, 2019
7. Kaiserschmarrndrama, 2021
8. Guglhupfgeschwader, 2022
9. Rehragout-Rendezvous, 2023

- 2021: Hannes

## Podcast
Seit September 2021 ist Rita Falk wöchentlich im offiziellen Podcast zur Franz-Eberhofer-Serie, Radio Niederkaltenkirchen – Der Eberhofer-Podcast, zu Gast, der von Christian Tramitz, dem Hörbuchsprecher der Eberhofer-Provinzkrimis, und Florian Wagner moderiert wird. In verschiedenen Rubriken, Ratespielen und Telefonstreichen verschafft der Podcast Einblicke hinter die Kulissen von Rita Falks Geschichten. Christian Tramitz und Florian Wagner sprechen im Podcast zudem mit Gästen aus dem Eberhofer-Kosmos, dem Team der Kinofilme und Polizisten.

## Auszeichnungen
- 2019: Bayerische Verfassungsmedaille in Silber
- 2023: Bayerischer Verdienstorden[9]
- 2023: Österreichischer Krimipreis[10]
- 2023: Bayerischer Kulturpreis[11]

## Trivia

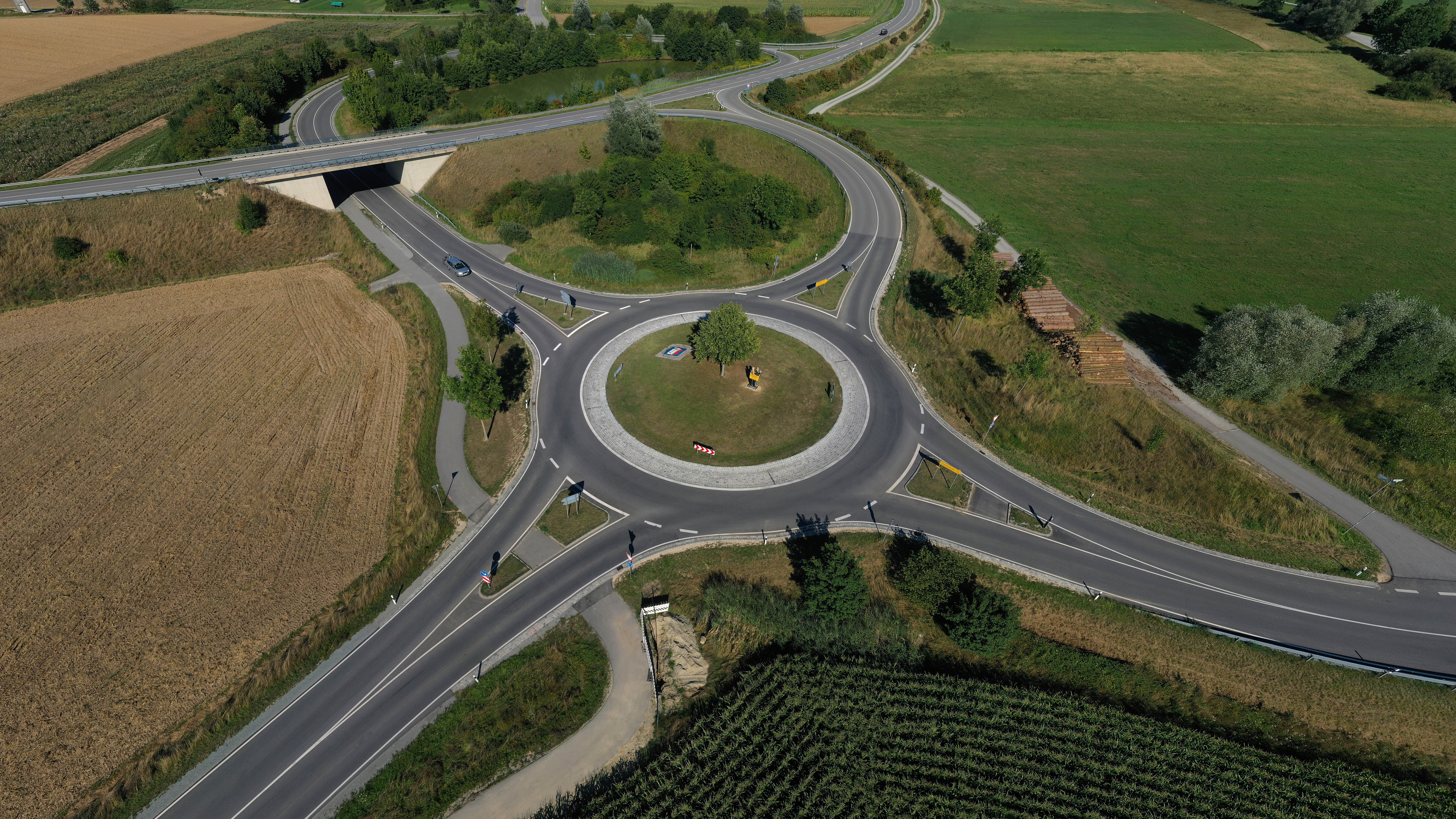
Franz-Eberhofer-Kreisverkehr

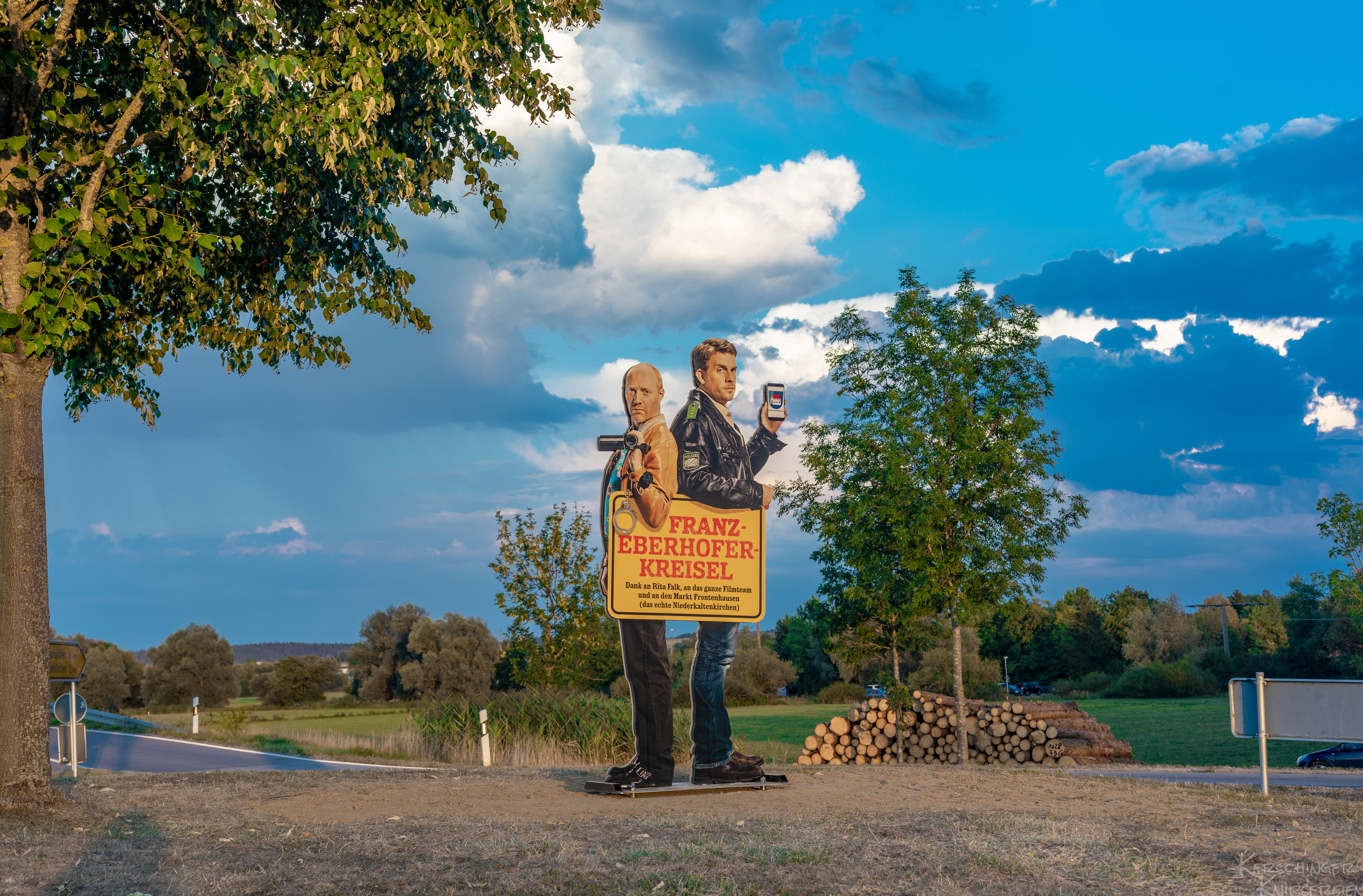
„Standbild“ auf dem Kreisel

Der Kreisverkehr nördlich der Marktgemeinde Frontenhausen, der in den Verfilmungen der Eberhofer-Krimis zu sehen ist, trägt seit dem 8. August 2018 offiziell den Namen Franz-Eberhofer-Kreisel.